# Книга вигаданих істот
«Книга вигаданих істот» (ісп. El libro de los seres imaginarios) — книга Хорхе Луїса Борхеса, видана в 1957 році в співавторстві з Маргаритою Герреро. Спочатку називалася «Підручник з фантастичної зоології» (ісп. Manual de zoología fantástica), в 1967—1969 роках була доповнена і названа «Книга вигаданих істот».
Цей твір створено як наслідування середньовічних бестіаріїв, своєрідну енциклопедію істот із міфів, фольклору та фантастичних творів різних народів. Типово в своїй творчій манері, Борхес використовував у книзі посилання на вигадані твори, переінакшував цитати, та місцями вигадував власних істот.

## Зміст
- А Бао А Ку \\ Абту й Айнет \\ Амфісбена \\ Ангели Сведенборга \\ Антилопи шестиногі
- Багамут \\ Бальдандерс \\ Баранець \\ Бегемот \\ Бенші \\ Брауні \\ Бурак
- Валькірії \\ Василіск \\ Вирівнювач \\ Віслюк Триногий \\ Вогняний Король та його кінь
- Гарпії \\ Гаруда \\ Гідра Лернейська \\ Гіпогрифон \\ Гноми \\ Голем \\ Грифон
- Дві метафізичні істоти \\ Двійник \\ Демони в юдаїзмі \\ Демони Сведенборга \\ Джини \\ Дракон \\ Дракон Західний \\ Дракон Китайський
- Елої та Морлоки \\ Ельфи
- Єдиноріг \\ Єдиноріг Китайський
- Заєць Місячний \\ Змій Восьмиголовий
- Істоти з дзеркал \\ Істоти Термічні \\ Іхтіокентаври
- Камі \\ Катоблепас \\ Кентавр \\ Кінь Морський \\ Кракен \\ Крокоти й Левкрокоти \\ Куджата \\ Кудла з Ла-Ферте-Бернар
- Ламедвавніки \\ Ламії \\ Левіафанів син \\ Лемури \\ Лис Китайський \\ Ліліт
- Мавпа Чорнильна \\ Мандрагора \\ Мантікора \\ Мати Черепах \\ Мінотавр \\ Монокли \\ Мурахолев
- Наги \\ Неснас \\ Німфи \\ Норни
- Одрадек \\ Олень Небесний
- Пантера \\ Пелікан \\ Перитон \\ Півень Небесний \\ Пігмеї \\ Плазун, вигаданий К. С. Льюїсом \\ Пожирач Тіней \\ Покруч \\ Птах Рух \\ Птах енікс \\ Птах, який спричиняє дощ
- Ремора
- Саламандра \\ Саратан \\ Сатири \\ Свиня з ланцями \\ Сильфи \\ Сирени \\ Сімург \\ Сквонк \\ Слон, який передвістив народження Будди \\ Стоголовець \\ Сфінкс \\ Сцілла
- Талос \\ Тао-Тіе \\ Тварина, вигадана Кафкою \\ Тварина, вигадана К. С. Льюїсом \\ Тварина, вигадана По \\ Тварини Кулясті \\ Тигри Аннамські \\ Тролі
- Уроборос
- Фастітокалон \\ Фауна Китаю \\ Фауна США \\ Феї \\ Фенікс Китайський
- Ханіель, Кафзіель, Азріель і Аніель \\ Хаока, бог Грому \\ Химера \\ Хок-кхіган \\ Хронос, або Геракл \\ Хумбаба
- Цербер
- Чеширський кіт і коти Кілкенні \\ Чудовисько Ахеронт
- Юваркі

## Історія створення

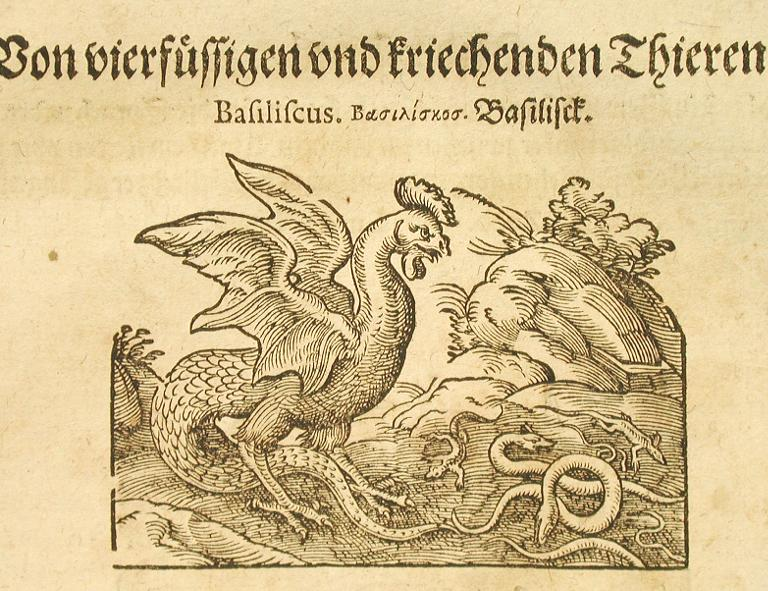
Василіск, ілюстрація 1584 року Йоста Аммана (з книги «Природнича історія» Плінія Старшого)

Перше видання книги, що вийшло 1957 року в Мексиці, мало назву «Підручник з фантастичної зоології» (ісп. Manual de zoología fantástica) і містило 72 статті енциклопедичного характеру. Друге видання, що з'явилося в 1967 в Буенос-Айресі, отримало назву «Книга вигаданих істот» (ісп. El libro de los seres imaginarios) і містило 34 додаткові статті. До англомовного видання 1969 року було додано ще 14 статей, таким чином їх загальна кількість сягнула 120-и. Також оригінальні статті було доповнено та відредаговано.
Описані в книзі істоти ілюструють думку Борхеса про те, що міфи, фантазії чи сни мають спільний принцип — у них незвичайним чином поєднуються звичайні елементи дійсності. Таким чином найфантастичніша істота складена на основі того, що людина бачила насправді. Тож дійсність при зіткненні з невідомим може здивувати більше за будь-яку вигадку. Автор коментував «Книгу вигаданих істот» словами, що зоологія сновидінь набагато бідніша за зоологію Творця.

## Вплив
«Книгою вигаданих істот» натхненна виставка надрукованих на 3D-принтері скульптур «Уявні істоти: міфологія „ще не“» (англ. Imaginary Beings: Mythologies of the Not Yet) 2012 року, створена американо-ізраїльською дизайнеркою Нері Оксман. Аналогічно було названо виставку колажів «Уявні істоти» (англ. Imaginary Beings) 2015 року нью-йоркської мисткині Джоанни Ґудман, «Каталог уявних істот» (англ. The Catalogue of Imaginary Beings) 2017 року, та «Політичні вигадані істоти» (англ. Political Imaginary Beings) 2020 року. Також «Книгою вигаданих істот» надихався австралійський художник Мілан Мілоєвич.
У 2020 році вийшов український бестіарій «Книга вигаданих неістот» Євгена Ліра та Крістіни Федорович

## Видання українською
- Хорхе Луїс Борхес, Маргарита Герреро. Книга вигаданих істот / пер. Сергій Борщевський, іл. Пітер Сіс. Видавництво Старого Лева, 2017. 240 с.